# قشلاق حاج امیرفرمان
قشلاق حاج امیرفرمان یک روستا در ایران است که در بخش اسلام‌آباد واقع شده‌است. قشلاق حاج امیرفرمان ۴۵ نفر جمعیت دارد.